# Asentamientos comunitarios en Israel
Un asentamiento comunitario en Israel (en hebreo: ישווח קילהיטי, Yishuv Kehilati) es un tipo de asentamiento ubicado en Eretz Israel. Aunque en principio cualquiera puede comprar una propiedad en una ciudad israelí, los residentes de una urbanización comunitaria organizada en forma de cooperativa pueden vetar la venta de una casa o un negocio a un comprador que no quieran en el complejo de viviendas comunitarias.

## Introducción

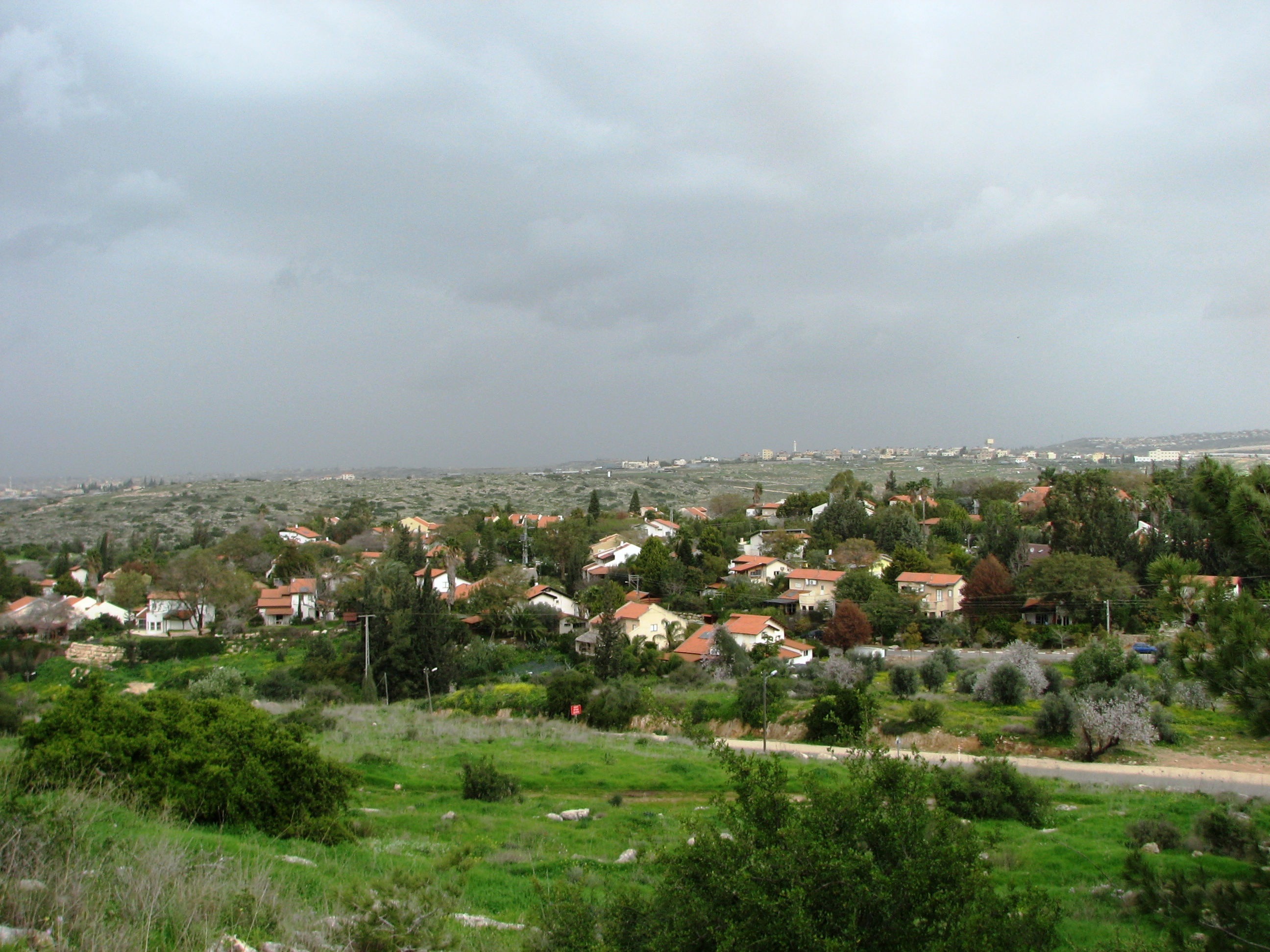
Asentamiento de Nirit, ubicado en el Concejo Regional Drom HaSharon.

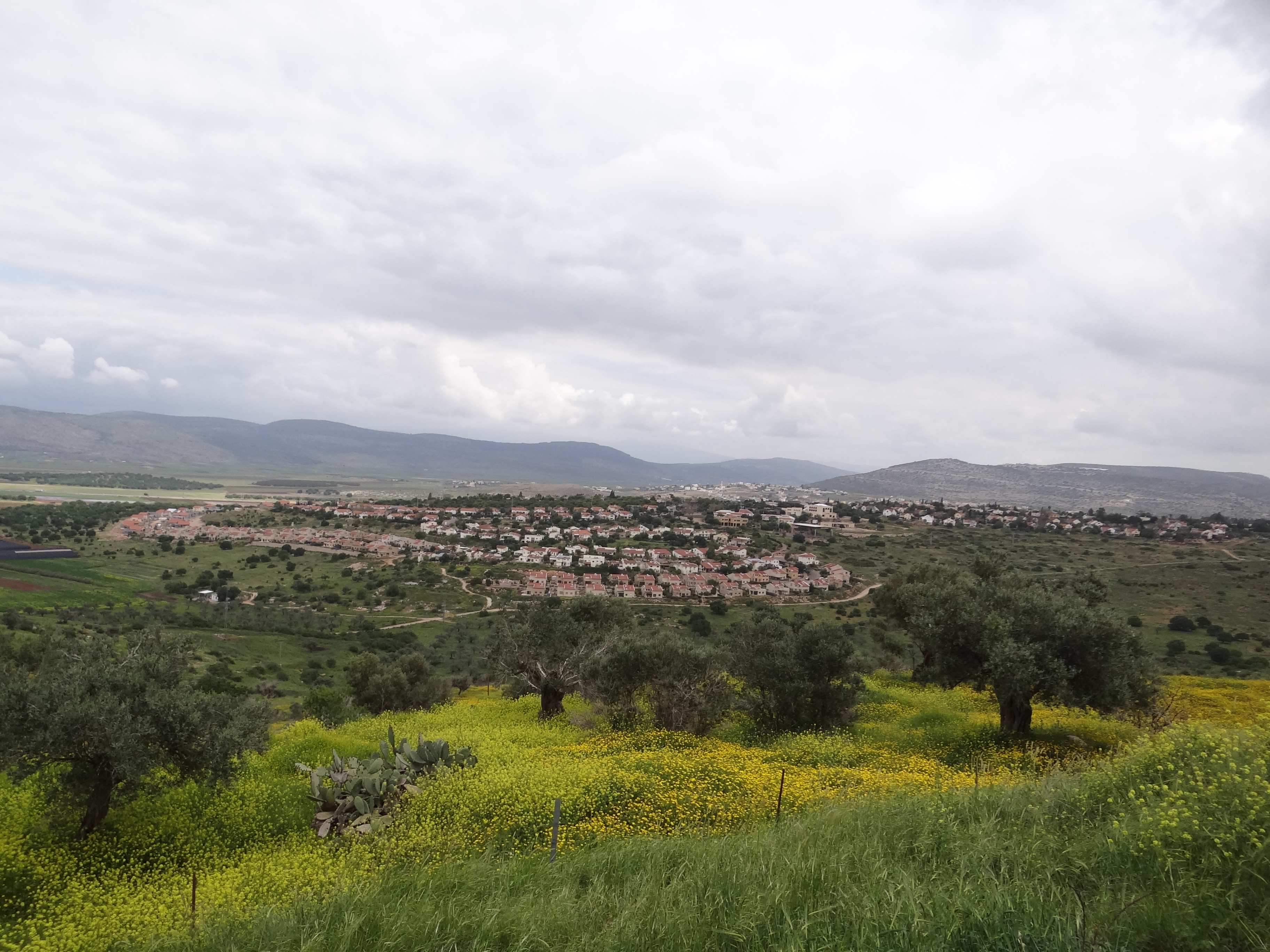
Asentamiento de Hoshaya, ubicado en el Valle de Jezreel.

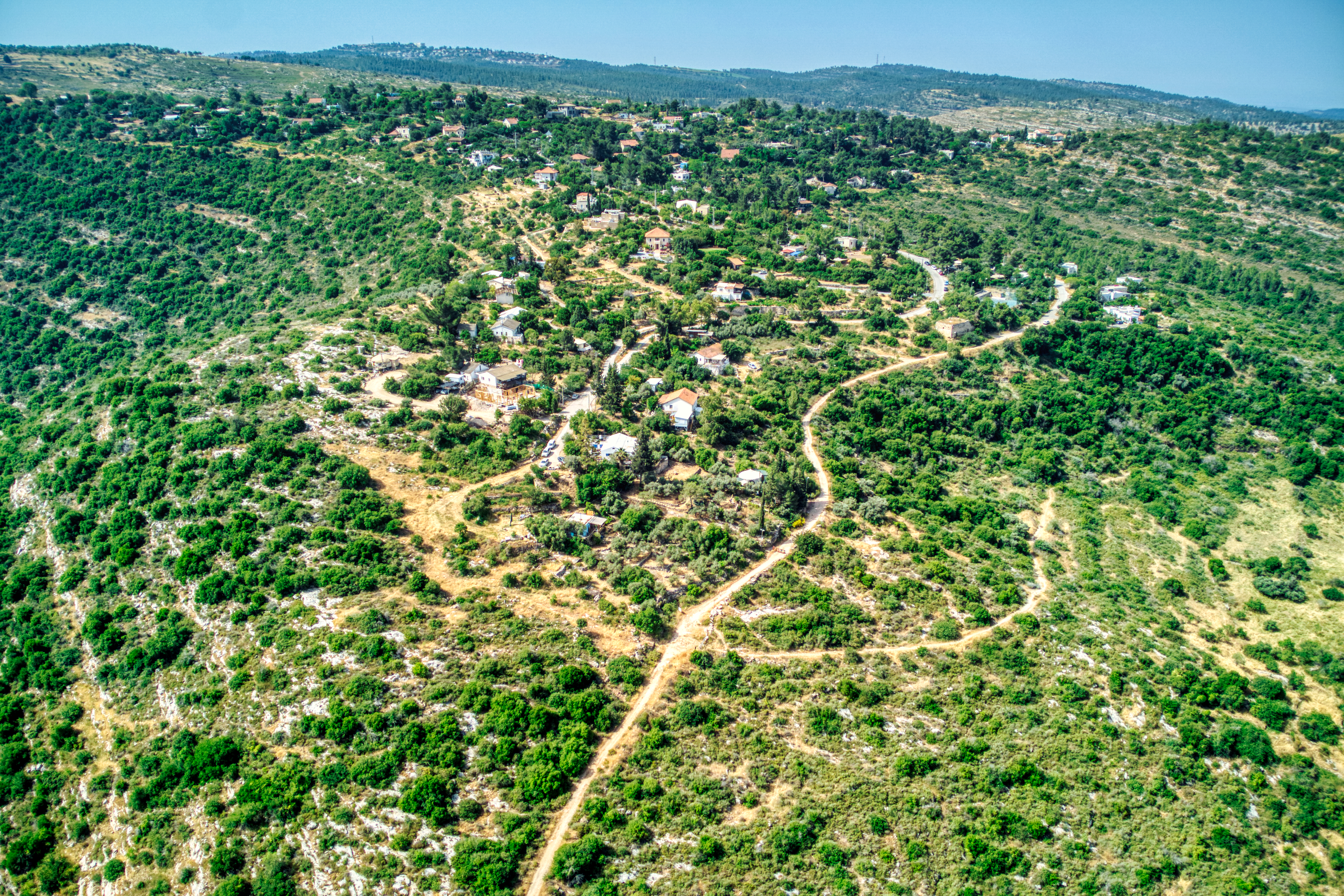
Asentamiento de Nataf, ubicado en los Montes de Judea.

Con este proceso de selección, los residentes de una comunidad pueden compartir una ideología, orientación religiosa o estilo de vida particular, que solo quieren compartir con personas que piensan de la misma manera. Por ejemplo, una urbanización familiar que quiera evitar que haya demasiados pensionistas en la urbanización sólo puede aceptar parejas jóvenes como nuevos residentes.
En 2013, Israel tenía 118 asentamientos comunitarios con una población total de alrededor de 84.800 habitantes.
A diferencia de los asentamientos tradicionales israelíes, como el kibutz y el moshav, el asentamiento comunitario surgió en la década de 1970 como un movimiento apolítico para nuevos asentamientos urbanos en Israel.
Sin embargo, esencialmente tomó forma como una nueva manera de colonizar la Cisjordania ocupada con el objetivo de establecer un "equilibrio demográfico" entre judíos y árabes. En la práctica, eso significa establecer asentamientos exclusivamente para colonos judíos, que tienen derecho a impedir que los árabes habiten en ellos. Los tribunales israelíes aprobaron la nueva política de asentamientos.
La ley prohíbe explícitamente la discriminación explícita contra miembros de otros grupos sociales, pero permite a los comités de admisión rechazar a candidatos por motivos tan vagos como inadecuación para la vida social de la comunidad, el tejido sociocultural o a las características únicas de la comunidad, tal como se define en sus estatutos.
Las organizaciones de derechos humanos argumentan que la ley puede permitir a las comunidades discriminar a las personas basándose en factores como la orientación sexual, la discapacidad o el origen étnico, contraviniendo las normas legales israelíes e internacionales contra la discriminación racial. En 2013, había 118 asentamientos comunitarios con una población total de 84.800 habitantes.

## Historia
El primer asentamiento comunitario en Israel fue Neve Monosson, situado en el área metropolitana de Tel Aviv, que fue establecido en 1953. A partir de 1977, el gobierno liderado por el Likud apoyó la expansión de los asentamientos judíos israelíes en la Cisjordania ocupada y la Franja de Gaza.  
En unos pocos años, los asentamientos comunitarios eran las localidades más comunes en esas regiones. En 1981, se estableció la primera ciudad de este tipo, Timrat, en la región de Galilea. 
Según Gershom Gorenberg, el término fue adoptado para un tipo de asentamiento israelí en Cisjordania por un "planificador inconformista" del movimiento de colonos Gush Emunim. 
El asentamiento de Ofra iba a formar el modelo para los asentamientos comunitarios posteriores, cuyos fundadores deseaban crear una comunidad que rompiera con el modelo socialista, un asentamiento donde la gente puede cultivar de forma privada, administrar sus negocios o utilizar su vehículo privado para desplazarse al trabajo en la ciudad. 
Todos los residentes deben de compartir unos "antecedentes ideológicos y sociales". La planificación preveía viviendas familiares ubicadas en un ambiente natural agradable. Se planeó que la suma total de personas en cualquier comunidad de este tipo se limitara a no más de unos pocos centenares de personas.
La Organización Sionista Mundial (WZO) y Amana, una organización a favor de los asentamientos, y el bloque de colonos Gush Emunim en Cisjordania, desempeñaron un papel fundamental en la extensión de este modelo a los territorios palestinos ocupados.
El reconocimiento de estos asentamientos comunitarios se desarrolló sólo gradualmente, ya que diferían de los asentamientos estándar "cooperativos". 
La organización de colonos Gush Emunim impulsó este tipo de asentamientos, porque se adaptaban mejor a los terrenos montañosos, donde los recursos agrícolas y hídricos eran escasos y donde la densidad de población palestina es más elevada. 
La vida comunitaria está basada en redes familiares y en una cooperación parcial, adaptada a alojar a las personas con trabajos de cuello blanco en Israel. 
Según Elisha Efrat, Gush Emunim pretendía establecer el asentamiento judío israelí como una realidad irreversible en los territorios palestinos. 
Los asentamientos comunitarios de la franja montañosa se desarrollaron en dos líneas estratégicamente paralelas: La primera cadena central de asentamientos corre paralela a la carretera principal que conecta las cinco principales ciudades árabes de Yenín, Nablus, Ramala, Belén y Hebrón, mientras que la segunda, al este de la cuenca, corre paralela a la autopista Allon. 
El objetivo de este diseño es crear bloques de asentamientos que impidan a los ciudadanos palestinos expandir sus ciudades en la dirección de la carretera e impedir la unión de sus comunidades situadas a ambos lados de la carretera. 
El concepto fue institucionalizado en el Plan Drobless (1978) elaborado por la Organización Sionista Mundial (WZO), que estableció las directrices para frustrar el establecimiento de un futuro estado palestino en la Cisjordania ocupada.